# 青島勉
青島 勉（あおしま つとむ、1957年5月6日 - ）は、日本の実業家。精密/船舶機器商社テクノアルファの代表取締役社長。

## 略歴・人物
- 1957年（昭和32年）5月6日、静岡県生まれ
- 1980年（昭和55年）3月 神奈川大学経済学部首席卒業
- 1980年（昭和55年）4月 イギリス Dodwell & Co.,Ltd.入社
- 1989年（平成元年）12月 英国総合商社ドッドウェルのエレクトロニクス機器部門の営業譲渡テクノアルファ株式会社設立と同時に入社 半導体装置グループ グループマネージャー
- 2003年（平成15年）1月 取締役 半導体装置グループ グループマネージャー
- 2007年（平成19年）10月 テクノアルファ株式会社大阪証券取引所ヘラクレス市場（現：ジャスダック）上場
- 2011年（平成23年）4月 取締役 営業統括マネージャー（現任）
- 2011年（平成23年）9月 株式会社ペリテック 取締役（現任）
- 2012年（平成24年）1月4日 テクノアルファ株式会社代表取締役就任

## エピソード
- 静岡県磐田市の田舎、田んぼと茶畑等を持つ農家が実家である。周りにある自然の何かから工夫して物を作るという、常に遊び心満載の時を過ごした[1]。
- 社長就任時に証券取引所主催の“エグゼクティブカレッジ”教育プログラムのEQテストを受ける。人は大きく四つのタイプ 支配型、企業型、分析型、援助型に分かれるため、その人のタイプを如何に理解して有効に力を発揮できるようにするか考えていく事が必要とする[2]。